# Microstigmata lawrencei
Microstigmata lawrencei är en spindelart som beskrevs av Griswold 1985. Microstigmata lawrencei ingår i släktet Microstigmata och familjen Microstigmatidae. Artens utbredningsområde är Sydafrika. Inga underarter finns listade i Catalogue of Life.